# Українсько-ліберійські відносини
Українсько-ліберійські відносини — відносини між Україною та Республікою Ліберія.
Ліберія визнала незалежність України 24 вересня 1998 року, того ж дня країни встановили дипломатичні відносини.
Інтереси громадян України в Республіці Ліберія захищає Посольство України в Сенегалі. З лютого 2019 року в Монровії функціонує Почесне консульство України. Почесний консул — професор Нельсон Оньяма.
З 1993 року в Ліберії працює миротворча місія ООН, активним учасником якої до 2022 року була Україна.
У 2018 році Ліберія проголосувала за резолюцію ГА ООН щодо дотримання прав людини в Криму.